# Dia Mundial de la Meteorologia
El Dia Mundial de la Meteorologia o Dia Meteorològic Mundial se celebra el 23 de març en commemoració de la creació de l'Organització Meteorològica Mundial aquell mateix dia de l'any 1950, designada per les Nacions Unides com a organisme especialitzat en serveis meteorològics i climàtics. Des de l'any 1951 aquest ens sobre l'oratge és actiu i, des del 1961, cada 23 de març la comunitat meteorològica internacional celebra aquesta data al voltant d'un tema triat.
En aquest dia se celebren diversos esdeveniments com ara conferències, simposis i exposicions per a professionals de la meteorologia i el públic en general. Alguns esdeveniments tenen com a objectiu atraure l'atenció dels mitjans de comunicació per a augmentar l'interès general a favor de diferents projectes meteorològics. Per una altra banda, diversos premis per a la investigació meteorològica s'anuncien a prop o durant el Dia Mundial de la Meteorologia. Aquests premis són:
- Premi de l'Organització Meteorològica Mundial (OMM).
- Premi Professor Dr. Vilho Väisälä
- Premi Internacional Norbert Gerbier-Mumm.

Molts estats emeten segells o postals amb matasegells especials per a celebrar el Dia Meteorològic Mundial. Aquests segells reflecteixen sovint el tema de l'esdeveniment o èxits meteorològics nacionals.

## Temes anuals[3]
- 1997: Les condicions meteorològiques i hidrològiques a les ciutats
- 1998: Les condicions meteorològiques, els oceans i l'activitat humana
- 1999: Les condicions meteorològiques, el clima i la salut
- 2000: L'Organització Meteorològica Mundial, 50 anys de servei
- 2001: Voluntaris pel temps, el clima i l'aigua
- 2002: Reducció de la vulnerabilitat davant els fenòmens meteorològics i climàtics adversos
- 2003: El nostre clima futur
- 2004: El temps, el clima i l'aigua a l'era de la informació
- 2005: El temps, el clima, l'aigua i el desenvolupament sostenible
- 2006: Prevenció i mitigació de desastres naturals[5]
- 2007: Meteorologia polar: comprendre els efectes a escala mundial
- 2008: Observar el nostre planeta per a un futur millor
- 2009: El temps, el clima i l'aire que respirem
- 2010: 60 anys al servei de la seva seguretat i benestar
- 2011: El clima i tu
- 2012: El temps, el clima i l'aigua, motors del nostre futur
- 2013: Vigilar el temps per protegir les vides i els béns
- 2014: Comprometent als joves amb el temps i el clima[6]
- 2015: Del coneixement climàtic a l'acció pel clima
- 2016: Més càlid, més sec, més humit: Afrontem el futur
- 2017: Entenent els núvols
- 2018: A punt per al temps, preparats per al clima[7]
- 2019: El Sol, la Terra i el temps
- 2020: Clima i Aigua
- 2021: L'oceà, el nostre clima i el nostre temps
- 2022: Alerta Primerenca i Acció Ràpida
- 2023: El futur del temps, el clima i l'aigua a través de les generacions
- 2024: A primera línia de l'acció climàtica.
- 2025: Reduïm junts la bretxa en els sistemes d'alerta primerenca

## Celebracions del Dia Meteorològic Mundial a Catalunya
- 2008: Observar el nostre planeta per a un futur millor[8]
- 2009: Inauguració de l'estació meteorològica de La Panadella[9]
- 2010: Inauguració d'una nova estació meteorològica automàtica a la Zona Universitària de Barcelona[10]
- 2011: Inauguració del set de televisió del Servei Meteorològic de Catalunya[11]
- 2012: Presentació de la sèrie climàtica de Barcelona (1780-avui)[12]
- 2013: Creació de la Xarxa Fenològica de Catalunya (FenoCat)[13][14]
- 2014: La Mancomunitat de Catalunya com a impulsora de l'antic Servei Meteorològic de Catalunya[15][16]
- 2015: Presentació de la sèrie pluviomètrica de Barcelona del Servei Meteorològic de Catalunya[17]
- 2016: El Servei Meteorològic de Catalunya dins de l'estat propi[18][19]
- 2017: 20 anys del Servei Meteorològic de Catalunya i del seu web[20][21]
- 2018: Llestos per al Temps, preparats per al Clima[22]
- 2019: Dades obertes en el món meteorològic